# 山田菜菜美
山田菜菜美（日语：山田 菜々美，1999年2月9日—）是日本女藝人，為女子偶像團體AKB48 Team 8前成員（兵庫縣代表），並曾兼任團內Team K成員。

## 經歷

### 2014年
- 4月3日、作為AKB48 Team8成員初披露。
- 6月7日、AKB48第37張單曲選拔總選舉，圈外。
- 8月5日、Team 8「PARTYが始まるよ」公演，劇場公演出道。
- 8月8日、AKB48 Group 第5回猜拳大會，AKB48 Team8 預備戰，C-block，1回戦，負於佐藤朱，敗退。

### 2015年
- 3月26日、埼玉SuperArena「AKB48春の単獨コンサート～ジキソー未だ修行中!～」，入選Team8選拔Unit，成員包括：坂口渚沙（北海道）、橫山結衣（青森）、谷川聖（秋田）、佐藤七海（岩手）、本田仁美（栃木）、橫道侑里（靜岡）、永野芹佳（大阪）、山田菜菜美（兵庫）、中野郁海（鳥取）、倉野尾成美（熊本）。宣布人事異動，山田菜菜美自Team 8兼任Team A（48Group首次同一團內複數隊伍兼任）。

### 2016年
- 3月16日，出演日本麥當勞網絡動畫『未來のワタシ』，初次挑戰聲優工作。
- 3月21日，AKB48的第44张單曲《不需要翅膀》選拔成員名單發表，首次進入AKB單曲選拔。
- 4月3日，在沖繩舉辦的Team 8結成2週年紀念公演返場環節披露新曲「夢へのルート」（收錄爲AKB48第44單C/W曲），山田初次擔任Center。
- 6月2日，與渡邊麻友、小嶋陽菜、加藤玲奈、永野芹佳等參加于日本环球影城举行的演唱會，並宣佈48Group將於7月21日～9月4日常駐USJ、1日2-3回表演。
- 6月8日，作爲官方應援角色出席「バーチャル高校野球」發佈會。
- 7月7日，出演朝日電視臺電視劇『AKBラブナイト 戀工場』第22集「同じ屋根の下」配信開始，飾演女主角あかり。
- 8月8日，出演東京・豊洲PIT『8月8日はエイトの日 2016 夏だ！エイトだ！ピッと祭り』，朝昼夜三公演動員1萬人以上。

### 2017年
- 10月9日，作爲“選拔總選舉延長戰”公佈總選圈外81-100位名單，獲得97位。
- 12月8日，於AKB48 12週年劇場公演上宣佈新的組閣人事異動，山田改为兼任AKB48 Team K。

### 2018年
- 4月29日，主演舞臺劇「黒看」，飾演麻間利江
- 6月16日，在“AKB48第53張單曲世界選拔總選舉”中，以15,174票獲得第95位，首次進入圈內。
- 10月10日，因身體不適，暫停在AKB48的活動。

### 2019年
- 1月5日、在福岡舉行的「TOYOTA presents AKB48チーム8 全國ツアー ～47の素敵な街へ～」福岡縣公演中再次開始活動。
- 1月14日，参加了在東京・神田明神神社舉行的AKB48 Group 2019年成人式。
- 4月20日、舉行的公演中，宣佈從AKB48Team 8畢業。
- 6月22日，舉行畢業公演。

## 参加歌曲

### AKB48單曲CD
|      | 發行 日期      | 單曲名稱        | 參與歌曲名稱        | 分隊名義   | 收錄 版本 | MV | 備註 |
| ---- | -------------- | --------------- | ------------------- | ---------- | --------- | -- | ---- |
| 37th | 2014年 8月27日 | 心意告示牌 （心のプラカード） | 去47個美麗城市 （47の素敵な街へ） | Team8      | 劇場盤    | ★  |      |
| 38th | 11月26日       | 希望無限 （）   |                     |            |           |    |      |
| 38th | 11月26日       | 希望無限 （）   | 制服的翅膀 （制服の羽根）     | Team8      | Type-D    | ★  |      |
| 39th | 2015年 3月4日  | Green Flash     | 從打招呼開始 （挨拶から始めよう）   | Team8      | Type-H    | ★  |      |
| 40th | 5月20日        | 我們不戰鬥 （） |                     |            |           |    |      |
| 40th | 5月20日        | 我們不戰鬥 （） | 污穢的真相 （汚れている真実）     | Team 8選拔 | Type-C    | ★  |      |

- 標註有「★」符號者表示該首歌曲有拍攝對應的MV，且山田菜菜美也參與了影片拍攝。

### AKB48專輯CD
|     | 發行 日期      | 專輯名稱                         | 參與歌曲名稱        | 分組名義 | 備註 |
| --- | -------------- | -------------------------------- | ------------------- | -------- | ---- |
| 6th | 2015年 1月21日 | 這裡是羅德斯島、在這裡跳吧！（ここがロドスだ、ここで跳べ！） | 笨手笨腳的支持 （へなちょこサポート） | Team 8   |      |

## 外部鏈結
- AKB48官網個人資料頁 （页面存档备份，存于） （日語）
- AKB48 Team 8官網個人資料頁 （日語）
- 山田菜菜美的X（前Twitter）
- 山田菜菜美的Instagram帳戶
- 山田菜菜美在755的頁面 （日語）
- YouTube上的やまりんチャンネル頻道（ 山田菜菜美與谷川聖的频道）（日語）